# Iltis (Schiff, 1898)
Die Iltis war ein Kanonenboot der Kaiserlichen Marine, das Typschiff einer Klasse von sechs Booten. Schwesterschiffe waren Jaguar, Tiger, Luchs, Panther und Eber. Die Boote der Klasse waren für den Überseedienst in den deutschen Kolonialgebieten konzipiert, und die Iltis wurde in Ostasien eingesetzt.

## Technische Daten
Die Iltis lief am 4. August 1898 bei den Schichau-Werken in Danzig vom Stapel. Mit 62 m Länge, 9,1 m Breite und 3,3 m Tiefgang verdrängte sie etwa 900 Tonnen. Die Bewaffnung bestand aus vier 8,8-cm-Schnellfeuerkanonen und sechs 3,7-cm-Revolverkanonen, die Besatzung aus 130 Mann. Die Höchstgeschwindigkeit betrug 13 Knoten.

## Geschichte

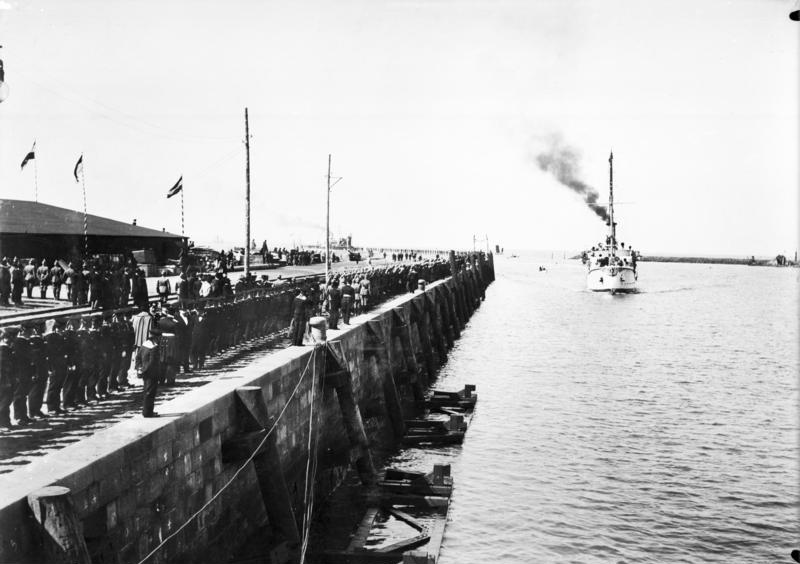
Die Iltis 1899 in Tsingtau

Am 1. Dezember 1898 wurde die Iltis in Dienst gestellt. Am 6. Februar 1899 verließ sie Kiel und kehrte nie wieder nach Deutschland zurück. Als erste Station lief sie Falmouth an und leistete im Golf von Biskaya dem mit gebrochener Schraubenwelle treibenden englischen Dampfer Port Darwin erste Hilfe, den sie nach La Coruña einschleppte. Über Gibraltar lief sie durchs Mittelmeer nach Port Said, durch den Sueskanal und weiter über Aden, Colombo (Ceylon) nach Penang. Die Insel Pulau Langkawi wurde auf ihre Eignung für die Anlage einer Kohlestation erkundet. In Singapur traf die Iltis auf den in die Heimat laufenden Reichspostdampfer Prinz Heinrich. An Bord war die Prinzessin Irene von Hessen-Darmstadt, die von einem Besuch bei ihrem das Kreuzergeschwader befehligenden Gemahl Prinz Heinrich von Preußen zurückkehrte. Am 18. Mai 1899 erreichte sie Tsingtau.
Der erste Einsatz führte am 1. Juni 1899 zum Promontory Leuchtturm nahe dem Kap Shandong (Kap Shantung), wo eine Gedenkfeier für die dort mit 71 Todesopfern 1896 gestrandete Namensvorgängerin Iltis gehalten wurde. Dann ging sie nach Shanghai zu einer kurzen Werftüberholung, bevor sie russische Häfen besuchte, wie Port Arthur, und lief im Verband des Ostasiengeschwaders von Hakodate nach Tsingtau zurück. Zu Beginn des Jahres 1900 besuchte die Iltis die südchinesischen Häfen Hongkong, Kanton und Macau. Danach ging es über Amoy nach Japan. Die Rückkehr nach Tsingtau erfolgte von Kōbe.

### Boxeraufstand
Während des Boxeraufstands in China nahm sie an den Kämpfen um die Taku-Forts und deren Niederkämpfung am 17. Juni 1900 teil. Nach einem Ultimatum, die Forts bis zum 17. Juni 1900, 02.00 Uhr zu räumen, begannen die Chinesen mit dem Beschuss der bereitgestellten Kanonenboote der Alliierten bereits um 0.50 Uhr, die den Kampf aufnahmen. Es handelte sich um die britische Algerine, die Iltis, die französische Lion und die russischen Schiffe Bobr, Korejez und Giljak, die wegen eines Treffers bewegungsunfähig war. Durch den Ausfall der Kommandosysteme nach einem Treffer überholte die Iltis unplanmäßig die Algerine und zog als Spitzenschiff das Feuer der Chinesen auf sich. Sie erhielt insgesamt 21 Treffer. Sie hatte Glück, dass ein schwerer 24-cm-Treffer das Boot glatt durchschlug, aber erst am gegenüberliegenden Peiho-Ufer explodierte. Es gab sieben Tote und elf Verwundete, darunter der danach mit dem Orden Pour le Mérite ausgezeichnete Kommandant, Korvettenkapitän Wilhelm Lans, dessen linker Unterschenkel zertrümmert wurde. In diesem Gefecht wurde – als erster Offizier der gesamten kaiserlichen Marine überhaupt – Oberleutnant Hans Hellmann, Sohn des „Vaters der schlesischen Feuerwehr“ Johannes Hellmann aus Neisse (Schlesien), tödlich verwundet. Am Gefecht war unter anderem als Oberleutnant zur See der Iltis auch der nachmalige Kommandant des Hilfskreuzers Wolf und Pour-le-Mérite-Träger des Ersten Weltkriegs, Karl August Nerger, beteiligt. Die Iltis hatte ein Landungsdetachement unter dem Kommando des Ersten Offiziers, Kapitänleutnant Robert Kühne, entsandt, welche in Tientsien erfolgreich kämpfte. Nach der Verletzung von Lans wurde Kühne an Bord zurückkommandiert und übernahm in Vertretung das Kommando über das Schiff.
Mit Bordmitteln repariert, blieb die Iltis bis zum 6. August im Einsatz und lief dann zur Reparatur nach Shanghai. Vom 29. Oktober 1900 bis zum 15. April 1901 lag sie dann vor Hankau auf dem Jangtsekiang.
Die Iltis wurde als einziges Schiff der deutschen Marine mit dem Orden Pour le Mérite ausgezeichnet. Durch allerhöchste Cabinettsorder (ACO) vom 27. Januar 1903 durften am Flaggenstock der Gösch und den beiden Bordrändern der Beiboote die Nachbildung dieses Ordens geführt werden.
In Berlin-Dahlem wurde 1906 die Iltisstraße nach ihr benannt, zusammen mit einer Takustraße. In Köln-Neuehrenfeld gibt es die Iltisstraße im Ensemble mit Lansstraße, Takustraße, Takuplatz und Takufeld.

### Stationsdienst
Die Iltis blieb in den folgenden Jahren meist im Nordbereich der Ostasiatischen Station im Einsatz. Im April 1903 brachte sie den Prinzen Georg von Bayern nach Chemulpo, heute Incheon, zu einem Besuch in Korea und anschließend nach Japan. 1908 führte sie umfangreiche Vermessungsarbeiten der Kiautschou-Bucht und des Küstenbereichs mit zur Jangtse-Mündung durch. Beim Ausbruch der Chinesischen Revolution 1911 befand sich die Iltis vor Nanjing und lief am 18. Oktober mit dem Chef des Kreuzergeschwaders an Bord nach Hankau, wo sie ein Landungskorps zum Schutz der dort lebenden Deutschen ausschiffte und bis März 1912 verblieb.

### Erster Weltkrieg

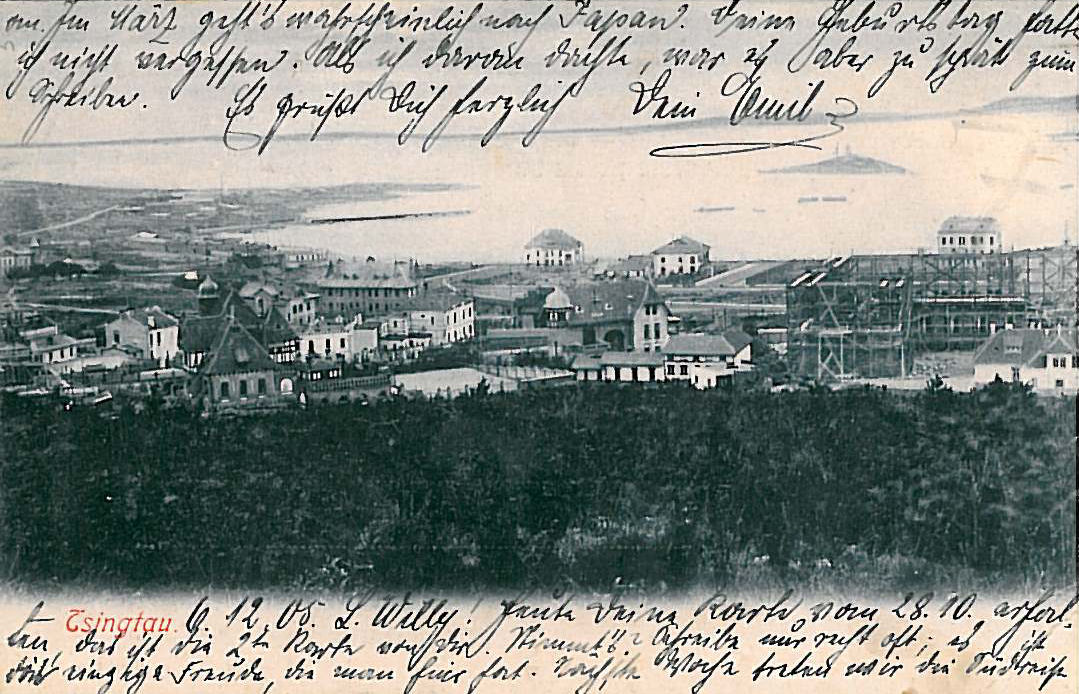
Tsingtau

Das Schiff befand sich seit Juni 1914 in Tsingtau und sollte 1914 außer Dienst gestellt werden, als der Erste Weltkrieg begann. Am 7. August wurde es formell in Tsingtau außer Dienst gestellt. Ein Teil der Besatzung ging an Bord des in Tsingtau ausgerüsteten Hilfskreuzers Cormoran, 25 Mann wurden auf die Emden versetzt, und der Rest nahm an Land an der Verteidigung der deutschen Pachtkolonie Kiautschou gegen Japan teil.
Das Schiff selbst wurde am 28. September 1914 im Hafen von Tsingtau mit ihren Schwesterschiffen Luchs und Tiger und dem alten Kanonenboot Cormoran auf Position 36° 3′ N, 120° 16′ O versenkt.

## Kommandanten
| Dezember 1898  | Kapitänleutnant Wilhelm Lans (befördert zum Korvettenkapitän)                                                                                    |
| Juni 1900      | Oberleutnant zur See Albert Hoffmann-Lamatsch Edler von Waffenstein (1870–1939) (als ältester Wachoffizier in Vertretung)                        |
| Juni 1900      | Kapitänleutnant Robert Kühne (1868–1947) (während des Gefechts Befehlshaber Landungsdetachments in Tientsien, in Vertretung als Erster Offizier) |
| September 1900 | Kapitänleutnant Wilhelm Sthamer (1864–1937) (befördert zum Korvettenkapitän)                                                                     |
| November 1902  | Korvettenkapitän Oskar von Platen-Hallermund |
| November 1903  | Kapitänleutnant Wilhelm Freiherr von Meerscheidt-Hüllessem (1868–1934) (befördert zum Korvettenkapitän)                                          |
| November 1905  | Korvettenkapitän Hans Küsel (1870–1951) |
| November 1907  | Korvettenkapitän Max Lans (1868–1928) (jüngerer Bruder des ersten Kommandanten)                                                                  |
| November 1909  | Korvettenkapitän Felix Mersmann (* 1874) |
| Februar 1912   | Korvettenkapitän Lothar von Gohren (1874–1923)                                                                                                   |
| Dezember 1913  | Korvettenkapitän Fritz Sachße (1875–1954) |